# Håvard Storbæk
Håvard Storbæk (Elverum, 25 maggio 1986) è un calciatore norvegese, centrocampista dello Storm.

## Biografia
È il cugino secondo di Jarl André Storbæk, anch'egli calciatore.

## Carriera

### Club
Storbæk iniziò la carriera professionistica con la maglia del Nybergsund-Trysil e nella sua prima stagione collezionò 25 apparizioni, con 16 reti all'attivo.
Impressionò Dag-Eilev Fagermo nel match tra il suo club e l'Odd Grenland, quando il calciatore segnò una rete ed il tecnico gli offrì un contratto. Nella sua seconda stagione, giocò altre 25 partite e realizzò 7 reti.
Il 14 luglio 2008 firmò un contratto biennale con l'Odd Grenland, rifiutando offerte da parte di HamKam e Strømsgodset. Debuttò per la nuova squadra il 15 marzo 2009, quando subentrò a Simen Brenne nella sconfitta per tre a zero in casa del Viking. Il 22 marzo segnò la prima rete ufficiale per il nuovo club: fu sua la marcatura del definitivo due a zero sul Sandefjord.
Il 5 ottobre 2011 fu reso noto il suo passaggio allo Haugesund, a parametro zero, a partire dal 1º gennaio successivo. Il 4 aprile 2013 fece ritorno all'Odd, firmando un contratto dalla durata triennale. Il 2 febbraio 2015 rinnovò il contratto per altre tre stagioni.
Il 6 marzo 2018, Storbæk è stato nominato nuovo capitano del Sandefjord.
Il 15 gennaio 2020 è passato allo Storm.

## Statistiche

### Presenze e reti nei club
Statistiche aggiornate al 15 gennaio 2020.
| Stagione          | Club              | Campionato        | Campionato | Campionato | Coppe nazionali | Coppe nazionali | Coppe nazionali | Coppe continentali | Coppe continentali | Coppe continentali | Supercoppe | Supercoppe | Supercoppe | Totale | Totale |
| Stagione          | Club              | Comp              | Pres       | Reti       | Comp            | Pres            | Reti            | Comp               | Pres               | Reti               | Comp       | Pres       | Reti       | Pres   | Reti   |
| ----------------- | ----------------- | ----------------- | ---------- | ---------- | --------------- | --------------- | --------------- | ------------------ | ------------------ | ------------------ | ---------- | ---------- | ---------- | ------ | ------ |
| 2004              | Nybergsund        | 2D                | ?          | ?          | CN              | 1               | 0               | -                  | -                  | -                  | -          | -          | -          | 1+     | 0+     |
| 2005              | Nybergsund        | 2D                | ?          | ?          | CN              | 3               | 0               | -                  | -                  | -                  | -          | -          | -          | 3+     | 0+     |
| 2006              | Nybergsund        | 2D                | ?          | ?          | CN              | ?               | ?               | -                  | -                  | -                  | -          | -          | -          | ?      | ?      |
| 2007              | Nybergsund        | 2D                | ?          | ?          | CN              | ?               | ?               | -                  | -                  | -                  | -          | -          | -          | ?      | ?      |
| 2008              | Nybergsund        | 1D                | 25         | 7          | CN              | ?               | ?               | -                  | -                  | -                  | -          | -          | -          | 25+    | 7+     |
| Totale Nybergsund | Totale Nybergsund | Totale Nybergsund | 25+        | 7+         |                 | 4+              | 0+              |                    | -                  | -                  |            | -          | -          | 29+    | 7+     |
| 2009              | Odd Grenland      | ES                | 27         | 2          | CN              | 5               | 0               | -                  | -                  | -                  | -          | -          | -          | 32     | 2      |
| 2010              | Odd Grenland      | ES                | 29         | 2          | CN              | 6               | 3               | -                  | -                  | -                  | -          | -          | -          | 35     | 5      |
| 2011              | Odd Grenland      | ES                | 25         | 7          | CN              | 3               | 0               | -                  | -                  | -                  | -          | -          | -          | 28     | 7      |
| 2012              | Haugesund         | ES                | 22         | 2          | CN              | 5               | 2               | -                  | -                  | -                  | -          | -          | -          | 27     | 4      |
| 2013              | Odd               | ES                | 29         | 5          | CN              | 3               | 1               | -                  | -                  | -                  | -          | -          | -          | 32     | 6      |
| 2014              | Odd               | ES                | 27         | 4          | CN              | 6               | 1               | -                  | -                  | -                  | -          | -          | -          | 33     | 5      |
| 2015              | Odd               | ES                | 26         | 1          | CN              | 5               | 3               | UEL                | 3                  | 0                  | -          | -          | -          | 34     | 4      |
| Totale Odd        | Totale Odd        | Totale Odd        | 163        | 21         |                 | 28              | 8               |                    | 3                  | 0                  |            | -          | -          | 194    | 29     |
| 2016              | Sandefjord        | 1D                | 26         | 4          | CN              | 4               | 1               | -                  | -                  | -                  | -          | -          | -          | 30     | 5      |
| 2017              | Sandefjord        | ES                | 27         | 3          | CN              | 1               | 0               | -                  | -                  | -                  | -          | -          | -          | 28     | 3      |
| 2018              | Sandefjord        | ES                | 27         | 4          | CN              | 2               | 0               | -                  | -                  | -                  | -          | -          | -          | 29     | 4      |
| 2019              | Sandefjord        | 1D                | 26         | 7          | CN              | 3               | 0               | -                  | -                  | -                  | -          | -          | -          | 29     | 7      |
| Totale Sandefjord | Totale Sandefjord | Totale Sandefjord | 106        | 18         |                 | 10              | 1               |                    | -                  | -                  |            | -          | -          | 116    | 19     |
| Totale            | Totale            | Totale            | ?          | ?          |                 | ?               | ?               |                    | ?                  | ?                  |            | -          | -          | ?      | ?      |